# 세스나 208 캐러밴

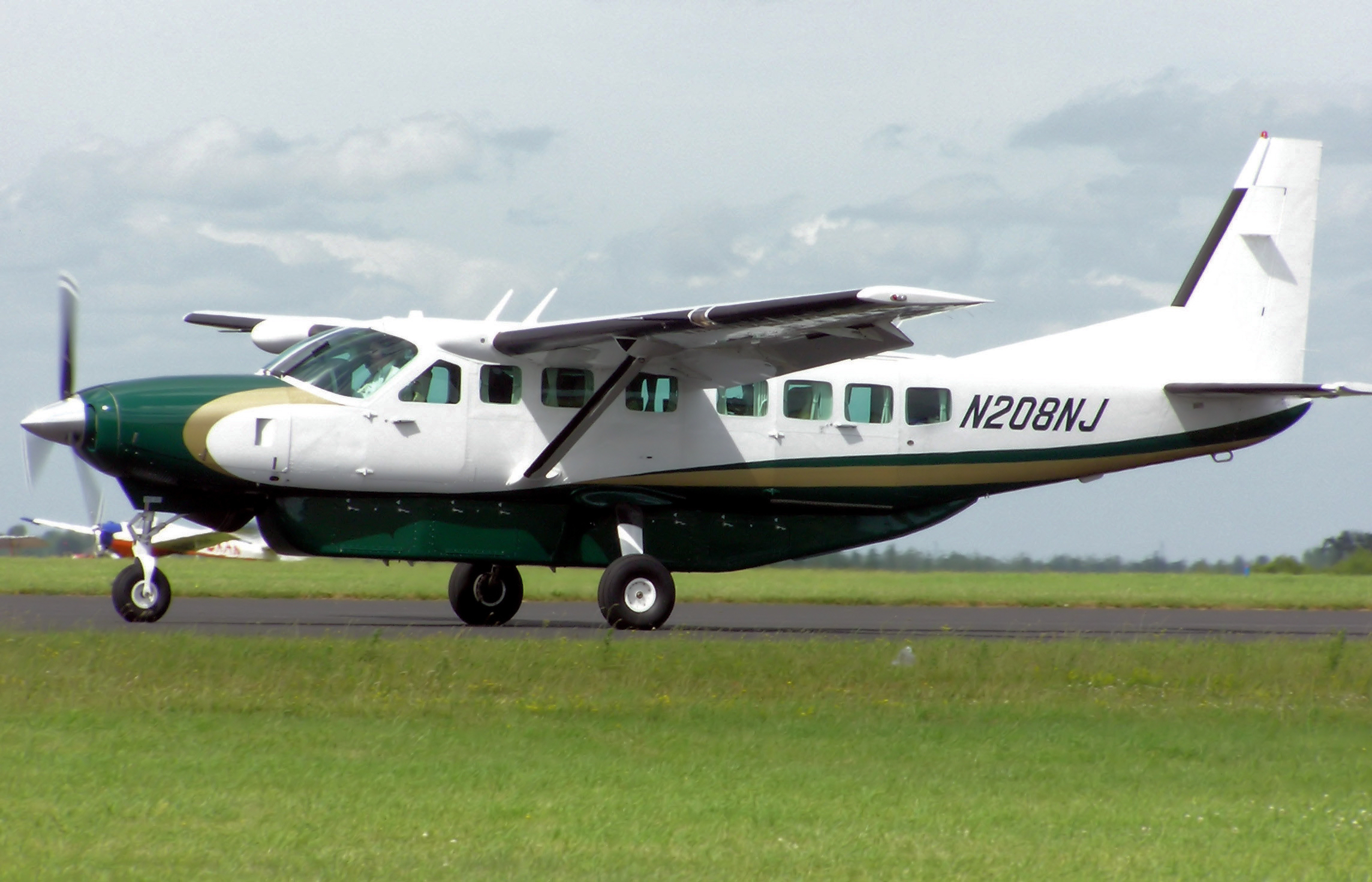
2004년형 세스나 208B

세스나 208 캐러밴(Cessna 208 Caravan)은 경비행기를 가장 많이 생산하는 회사인 세스나가 출시한 단발 터보프롭 항공기다. 미국에서는 페덱스 피더가 운영하며, 이 기종은 페덱스 익스프레스 내에 244대가 있다. 지금도 생산 중이며, 택싱은 잔디밭에서도 가능하다. 수상비행기로 쓰고 있는 곳이 많다.